# Аль-Кусейр-Центр
Аль-Кусейр-Центр (араб. ناحية مركز القصير) — нохія у Сирії, що входить до складу району Аль-Кусейр провінції Хомс. Адміністративний центр — м. Аль-Кусейр.
| Сирія | Це незавершена стаття з географії Сирії. Ви можете допомогти проєкту, виправивши або дописавши її. |